# Helicolenus avius
Helicolenus avius är en fiskart som beskrevs av Abe och William N. Eschmeyer 1972. Helicolenus avius ingår i släktet Helicolenus och familjen kungsfiskar. Inga underarter finns listade i Catalogue of Life.